# أيدان كامينز
أيدان كامينز (بالإنجليزية: Aidan Cummins)‏ هو لاعب قذف أيرلندي، ولد في 1979 في Ballyhale ‏ في جمهورية أيرلندا.